# Scot Racing Team

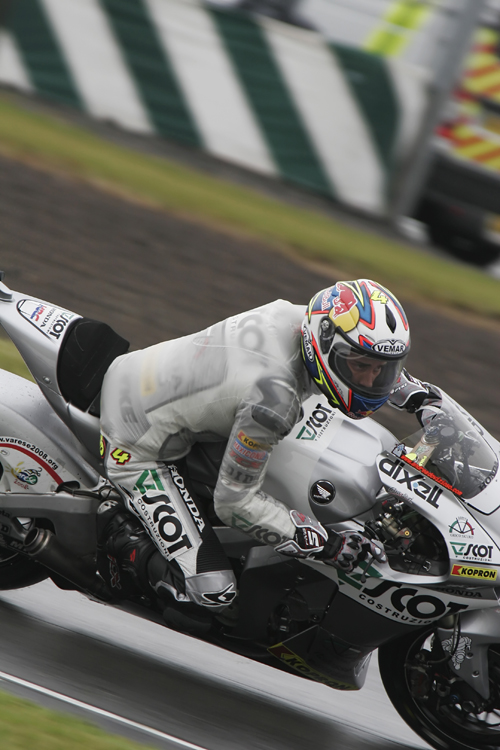
Dovizioso 2008 auf JiR Scot-Honda

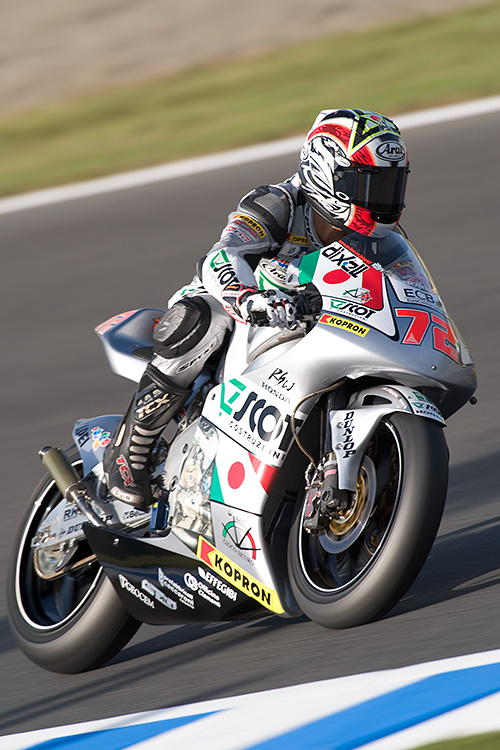
Yūki Takahashi 2008 auf JiR Scot-Honda

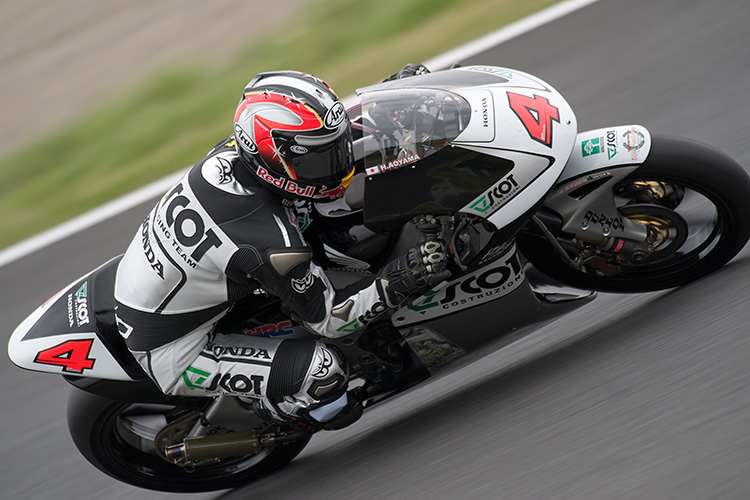
Aoyama 2009 auf Scot-Honda beim Großen Preis von Japan

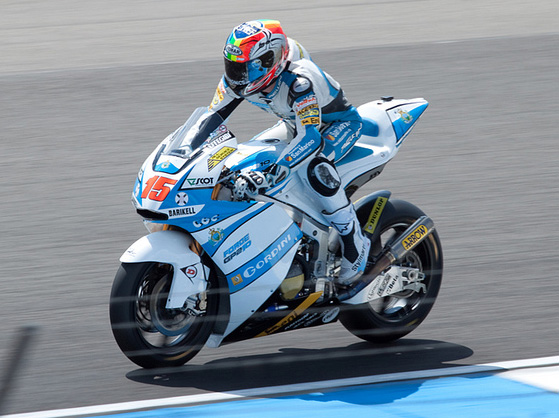
Alex De Angelis 2010 auf Force GP210

Das Scot Racing Team, auch bekannt als Team Fomma, Globet.com, Kopron Racing Team, Humangest Racing und JiR Team Scot, war ein san-marinesisches Motorradsport-Team, welches an der FIM-Motorrad-Weltmeisterschaft von 2000 bis 2010 teilnahm.
Zunächst begann Team Fomma 2000 in der 250-cm³-Klasse mit David Checa, wechselte jedoch im Folgejahr in die 125-cm³-Klasse mit Arnaud Vincent, welcher WM-Zehnter mit zwei Podestplätzen wurde. 2002 wurde der Name zu Scot Racing Team geändert und der aufstrebende Andrea Dovizioso wurde Fahrer. Mit Dovizioso kehrte man schließlich auch in die 250-cm³-Kategorie zurück und stieg 2008 sogar in die MotoGP-Klasse als Kooperation mit JiR und Honda-Basis auf. Dovizioso wurde auf Anhieb WM-Fünfter und stieg für 2009 ins Werksteam auf. Zur selben Zeit trennte sich Scot Racing von JiR und trat mit Yuki Takahashi an. Am Saisonende allerdings zog sich die Mannschaft wieder aus der MotoGP zurück. Man fuhr nun nur noch in der mittleren Klasse, aus welcher inzwischen die Moto2-Klasse geworden war. Alex De Angelis und Niccolò Canepa fuhren ein neues Motorrad der Marke Eigenbau unter dem Namen Force GP210. Mangels Erfolg jedoch verschwand Scot Racing nach nur acht Rennen für immer aus der Weltmeisterschaft. De Angelis wechselte daraufhin im Saisonverlauf zu Ex-Partner JiR.
Insgesamt konnten Dovizioso, Mike Di Meglio, Takahashi und Hiroshi Aoyama für Scot Racing klassenübergreifend 16 Siege beisteuern.

## Statistik

### Weltmeister
- 2004 –  Andrea Dovizioso, 125-cm³-Weltmeister auf Honda
- 2009 –  Hiroshi Aoyama, 250-cm³-Weltmeister auf Honda

### MotoGP-Team-WM-Ergebnisse
- 2008 – Siebter (als Kooperation mit JiR)
- 2009 – Zehnter

### Moto2-Konstrukteurs-WM-Ergebnisse
- 2010 – 13.

### Grand-Prix-Siege
| Saison | Klasse  | Rennen                                                       |
| ------ | ------- | ------------------------------------------------------------ |
| 2004   | 125 cm³ | Sudafrika Frankreich Vereinigtes Konigreich Japan Australien |
| 2005   | 125 cm³ | Turkei                                                       |
| 2006   | 250 cm³ | Frankreich Katalonien Deutschland Portugal                   |
| 2007   | 250 cm³ | Turkei Vereinigtes Konigreich                                |
| 2009   | 250 cm³ | Spanien Niederlande Vereinigtes Konigreich Malaysia          |